# SN 2001fl
SN 2001fl – supernowa odkryta 9 października 2001 roku w galaktyce A022815+0021. W momencie odkrycia miała maksymalną jasność 20,20m.